# Hohe Bracht
Die Hohe Bracht nahe Bilstein im nordrhein-westfälischen Kreis Olpe ist ein 587,9 m ü. NHN hoher Berg im Südsauerländer Bergland. Auf dem Berg steht der Aussichtsturm Hohe Bracht.

## Geographie

### Lage
Die Hohe Bracht liegt im Bilsteiner Land zwischen den Dörfern Altenhundem (zu Lennestadt) an der Einmündung der Hundem in die Lenne (Nordosten), Hofolpe (zu Kirchhundem) im Olpetal (Südosten) und Bilstein (zu Lennestadt) im Veischedetal (Nordwesten); ihr Gipfel befindet sich im Gebiet von Lennestadt. Der Berg liegt im Naturpark Sauerland-Rothaargebirge in Nachbarschaft zum östlich angrenzenden Rothaargebirge. Vorbei am etwas südlich gelegenen Alperstein (Alberstein; 587,7 m) leitet die Berglandschaft zur südwestlich gelegenen Buscheid (599,2 m) über.
Auf dem Berg entspringen: Windfart (Norden) als Weiste-Zufluss, Weiste (Südosten) als Hundem-Zufluss sowie Burbecke (Südwesten) und Helsmecke (Nordwesten) als Zuflüsse des Bremecker Bachs, der in die nahe Veischede mündet.
Auf der Hohen Bracht liegt ein Teil des Landschaftsschutzgebiets Kreis Olpe (CDDA-Nr. 345041), das 1988 gegründet wurde und 262,87 km² groß ist.

### Naturräumliche Zuordnung
Die Hohe Bracht gehört in der naturräumlichen Haupteinheitengruppe Süderbergland (Nr. 33), in der Haupteinheit Südsauerländer Bergland (3362) und in der Untereinheit Südsauerländer Rothaarvorhöhen (3362.5) zum Naturraum Oberlennebergland (3362.52).

### Berghöhe und Bergkuppen
Die Hohe Bracht hat zwei etwa 345 m voneinander entfernte Kuppen, zwischen denen ein Bergsattel mit Parkplatz (577,7 m) und nebenan befindlichem Wasserbehälter liegt: die Südwestkuppe (⊙) mit dem Berggipfel auf 587,9 m oder anderen Angaben zufolge 587,7 m Höhe und die 582,1 m oder anderen Angaben zufolge 581,2 m hohe Nordostkuppe (⊙), auf welcher der Aussichtsturm Hohe Bracht steht.

## Aussichtsturm Hohe Bracht

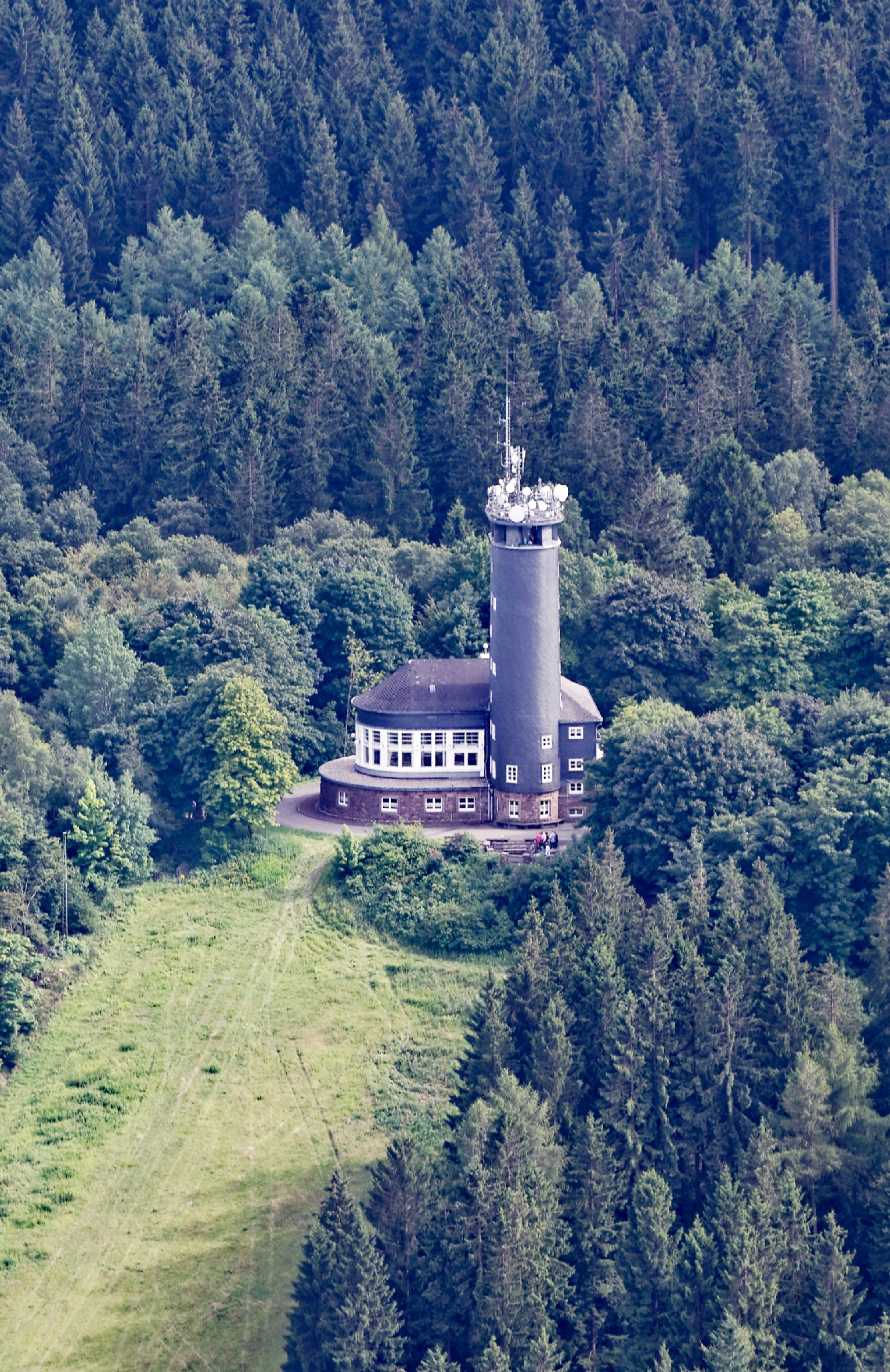
Luftaufnahme

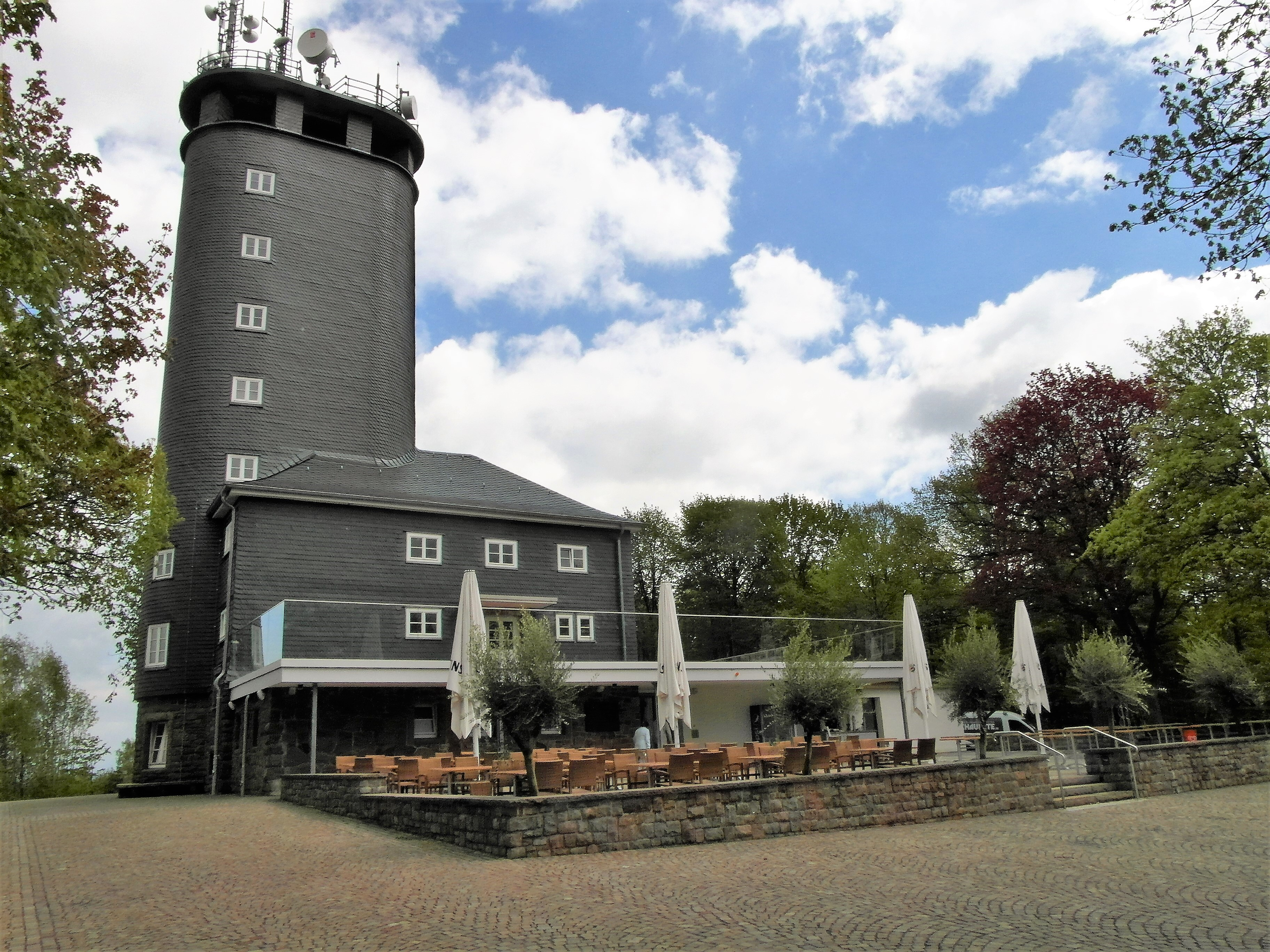
Aussichtsturm mit Terrasse nach Renovierung (April 2018)

### Turmbeschreibung und -geschichte
Auf der höchsten Stelle der Nordostkuppe der Hohen Bracht steht der Aussichtsturm Hohe Bracht mit angegliedertem Restaurant-Café. Er gilt als Wahrzeichen des Kreises Olpe.
Am 22. Juni 1929 oder 1930 begann die Errichtung des etwa 36 m hohen Turms, der am 11. Oktober 1930 eingeweiht wurde. Das Gebäude, das umgangssprachlich als „(die) Hohe Bracht“ bezeichnet wird, ist komplett mit dem für den regionalen Baustil typischen Schiefer verkleidet.
Vorsitzender des am 29. Dezember 1928 gebildeten Gründungs-Komitees war der Altenhundemer Ministerialdirektor Wilhelm Arnoldi (1884–1965). Nach seinen Vorstellungen sollte der Turm den Zweck haben, der heimischen Bevölkerung und fremden Wanderlustigen die Schönheit des Sauerlandes nahezubringen. Gleichzeitig versprach man sich eine Belebung des Tourismus.
Die Rundfunkübertragung von der Eröffnungsfeier am 12. Oktober 1930 war ein Jubiläum für den Westdeutschen Rundfunk. „Hier ist der Sender Langenberg. Wir kommen wieder mit der Übertragung der Feier anlässlich der Einweihung des Aussichtsturms auf der Hohen Bracht bei Altenhundem“, so lautete die Ankündigung des Sprechers Dr. Ernst vom Westdeutschen Rundfunk. Es waren die ersten Worte, die aus dem Sauerland über den Äther gingen.
Im Jahr 1931 wurde an der Hohen Bracht eine Außenstelle der Jugendherberge Burg Bilstein eingerichtet. Nach 1933 wurde sie zunächst als HJ-Schulungsheim umfunktioniert und später als Arbeitsdienstlager. Während der Kriegswirren standen die Räumlichkeiten größtenteils leer. Ab Dezember 1944 diente der Turm zeitweise als Möbellager für die Opfer der Möhnekatastrophe.
Im Zweiten Weltkrieg wurde das Gebäude im April 1945 Schauplatz von Kampfhandlungen. 1947 waren die Kriegsschäden beseitigt und das Gebäude wurde als Aussichtsturm und Kreisjugendheim wiedereröffnet.
Der Aussichtsturm und die Außenanlagen der Gipfelregion wurden im Sommer 2017 umfangreich restauriert. Die Neuerungen betreffen insbesondere den Gastronomiebereich im Erdgeschoss, die Schaffung einer Multifunktionsfläche für Freiluftveranstaltungen und die Sanierung der Parkplätze und Zuwegungen zum Turm. Die Ausgaben wurden vom Kreis Olpe auf 2 Millionen Euro beziffert. Die Neueröffnung fand im Oktober 2017 statt.

### Aussichtsmöglichkeit
Wegen des oftmals weiten Panorama-Blicks von seiner Aussichtsplattform ist der Turm beliebtes Ausflugsziel: Bis zum Ausbruch des Weltkriegs kamen jährlich fast 30.000 und danach 1954 bereits 90.000 Besucher.
Man schaut über Großteile des Sauerlandes, hinab nach Bilstein (Nordwesten) und Altenhundem (Nordosten), hinüber zum Ebbegebirge (Westnordwesten), zum Lennegebirge (Norden), zu den Saalhauser Bergen (Nordosten) sowie zum Rothaargebirge (Osten; dort bis zum Kahlen Asten; mit Astenturm).

## Wintersport, Wandern und Kultur
Auf der Hohen Bracht befinden sich verschiedene Wintersporteinrichtungen: eine 800 m lange Skipiste mit Lift und Flutlicht, eine Rodelbahn (alle an und auf der Nordostkuppe) und drei Langlaufloipen mit 2,5 km bis 13 oder 19 km Länge. Allerdings sind die Wintersportmöglichkeiten hier wie allgemein in den deutschen Mittelgebirgen aufgrund der nachlassenden Schneesicherheit in den letzten Jahren zunehmend eingeschränkt.
Über den Berg führen mehrere Rundwanderwege mit insgesamt rund 30 km Länge, die teilweise an Fernwanderwege – darunter ist der über den Berg führende Wanderweg der Deutschen Einheit – angeschlossen sind. Mit Hilfe der NRW-Stiftung wurde in Turmnähe ein etwa 1 km langer, barrierefreier Erkundungspfad mit Informationstafeln, Ruhezonen und Aussichtsbuchten angelegt.
Seit 2005 wird auf der Hohen Bracht jedes Jahr am Freitag nach Fronleichnam ein Freiluft-Rockmusikfestival mit lokalen Bands veranstaltet.

## Verkehrsanbindung
Nördlich vorbei an der Hohen Bracht verläuft die Landesstraße L 715 (Altenhundem–Bilstein), von der die Kreisstraße K 20 (Hohe Bracht) auf 435 m Höhe abzweigt und als Sackgasse durch Wald bis zum auf der Gipfelregion liegenden Wanderparkplatz führt.
Das Ziel kann auch ohne Auto von den Bahnhöfen in Lennestadt-Altenhundem oder -Grevenbrück erreicht  werden.

## Galerie

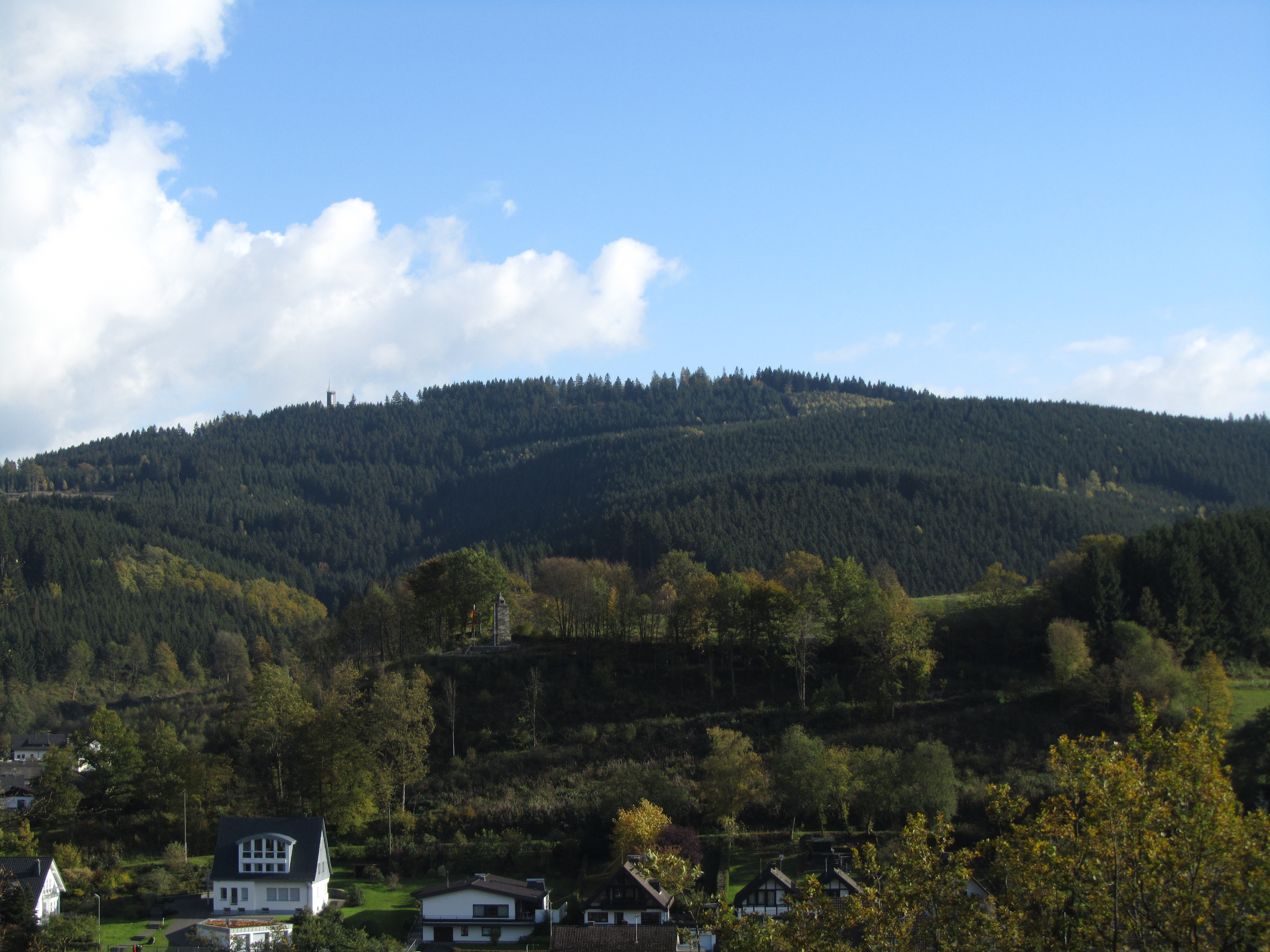
Hohe Bracht, gesehen von der Burg Bilstein
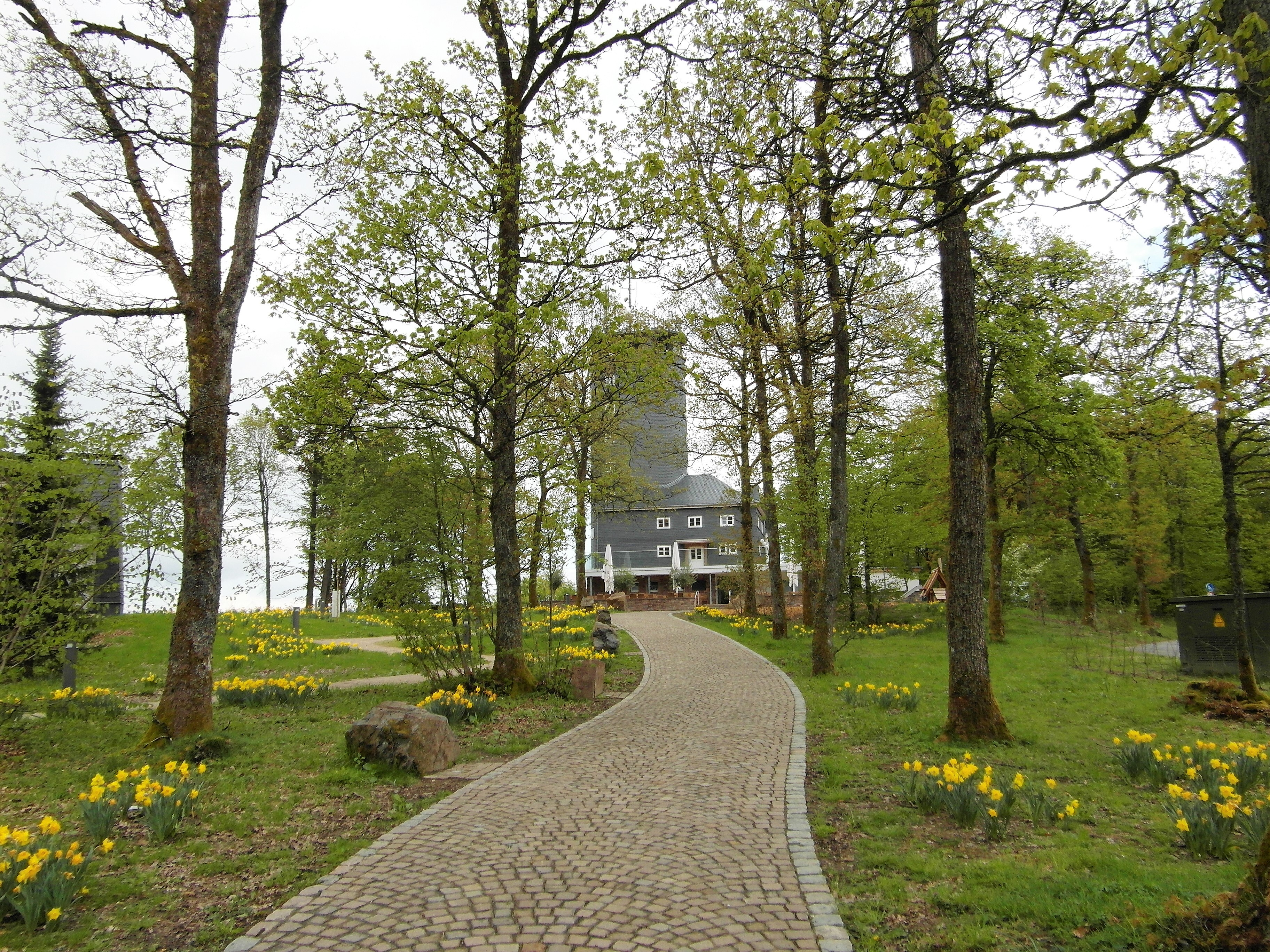
Neue Zuwegung zum Aussichtsturm (April 2018)
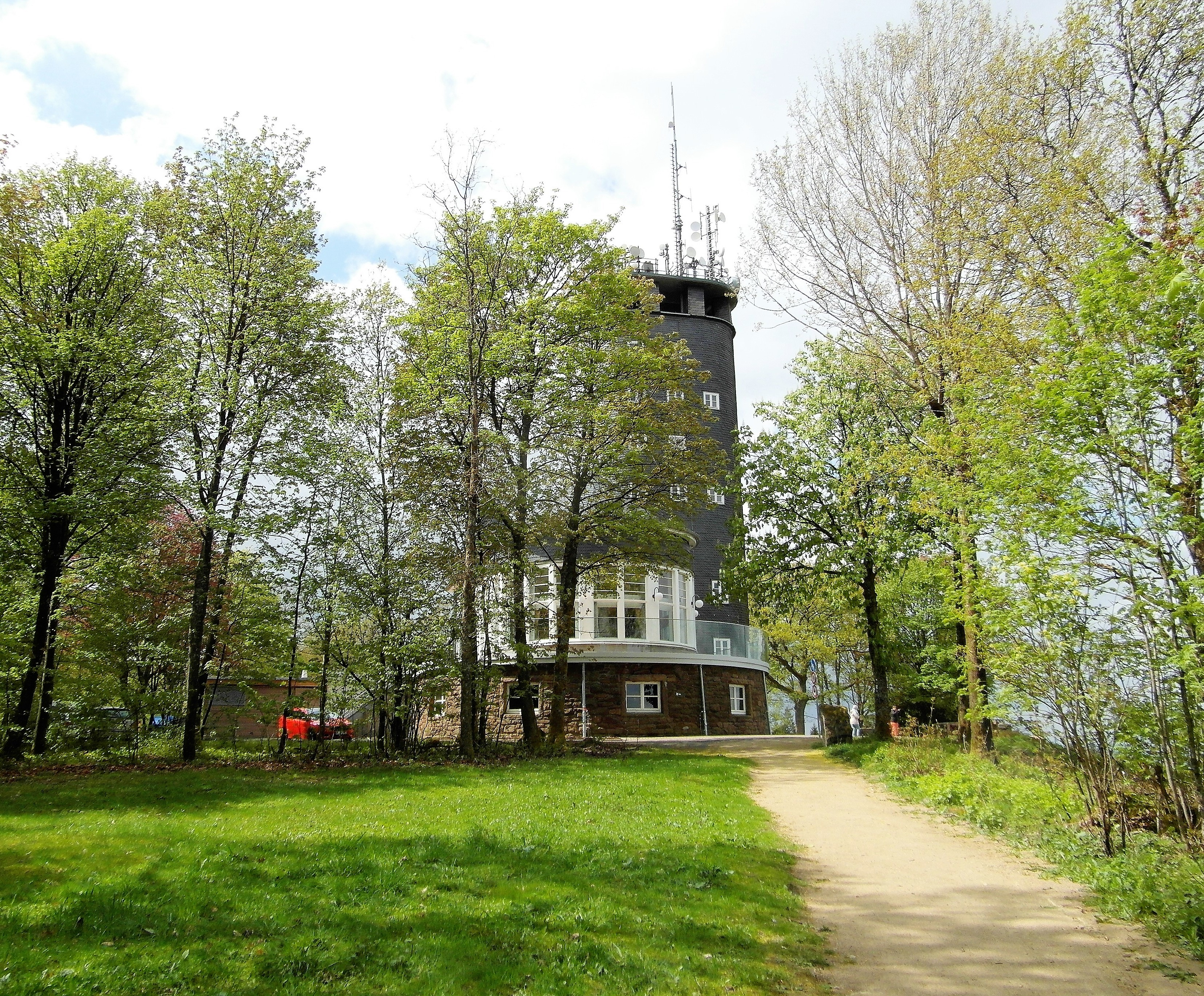
Renovierter Turm der Hohen Bracht (April 2018)
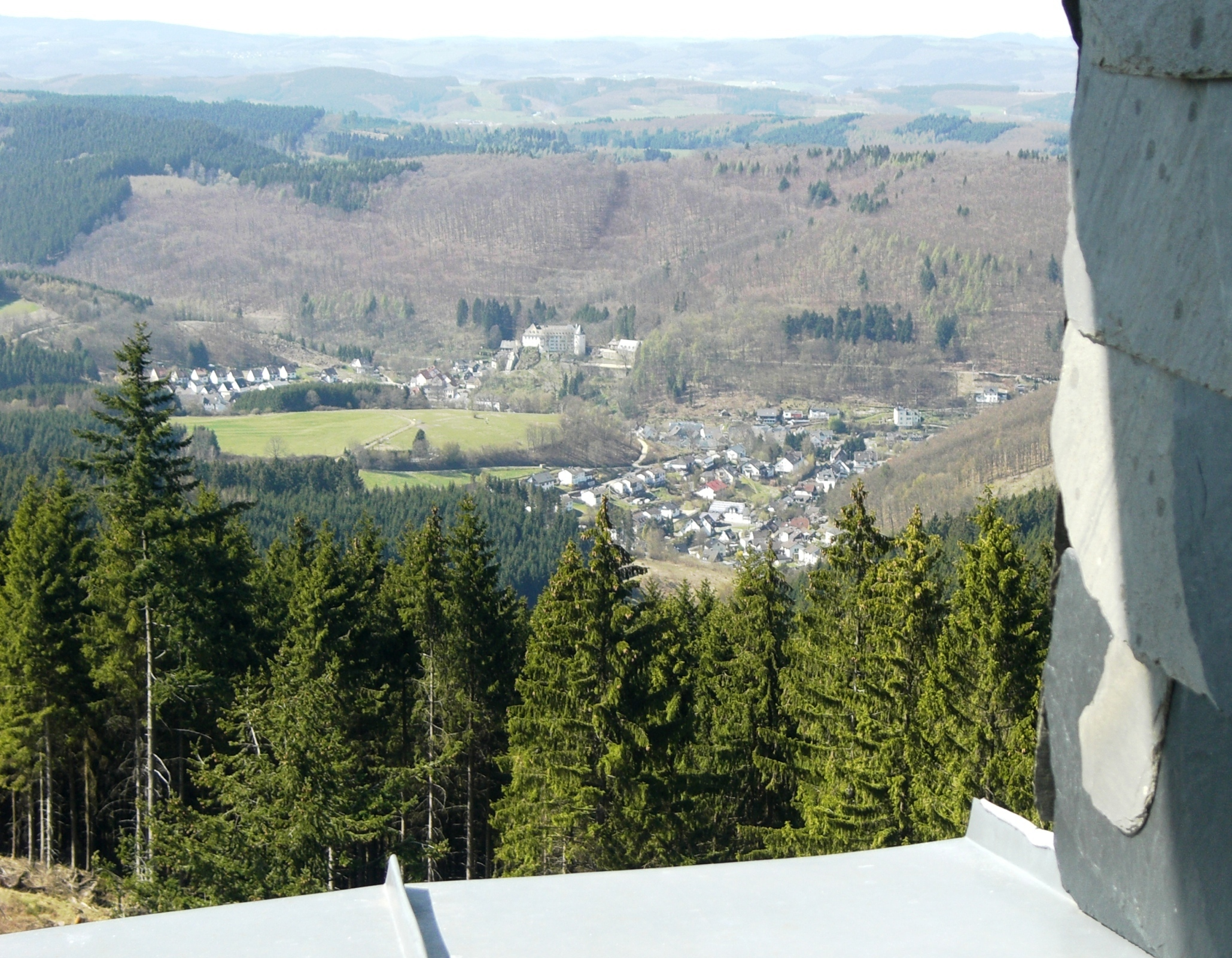
Blick vom Aussichtsturm Hohe Bracht auf Bilstein mit Burg Bilstein
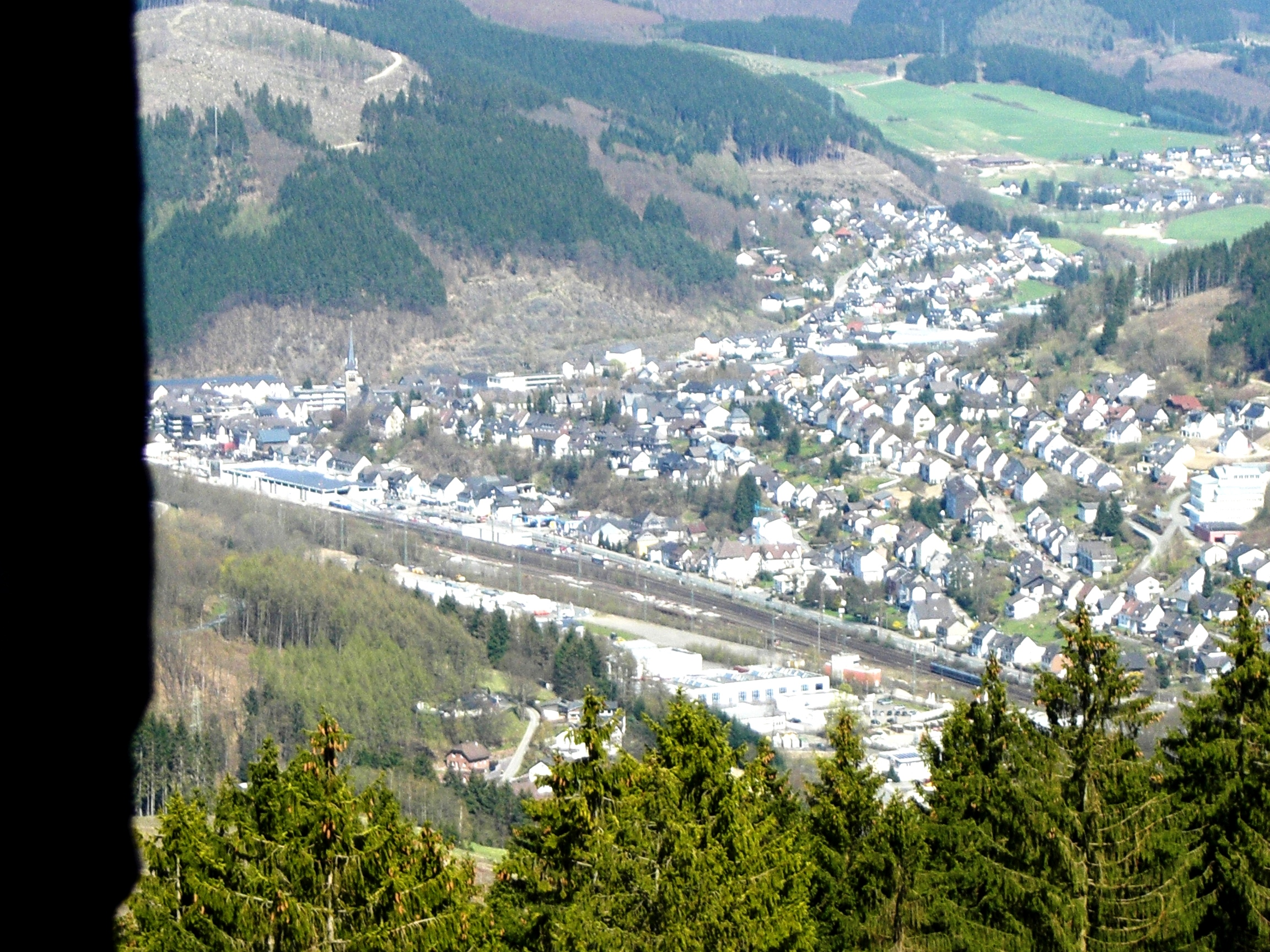
Turmblick auf Altenhundem mit Tälern von Hundem (vorne) und Lenne (hinten)
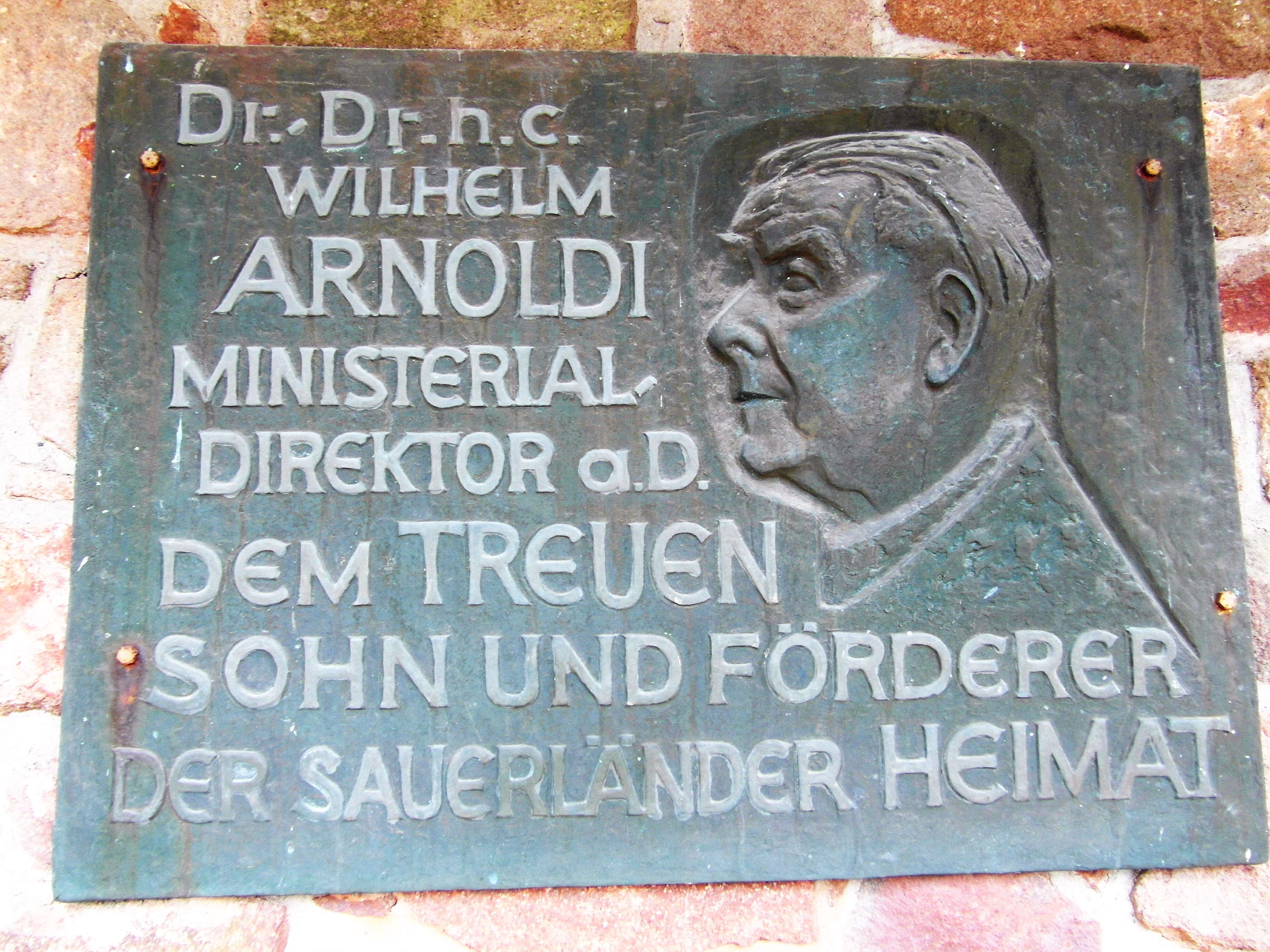
Gedenktafel Wilhelm Arnoldi (Initiator des Turmbaus)